# 真空の中でも嵐は起こる
真空の中でも嵐は起こる（しんくうのなかでもあらしはおこる）は日本のミュージシャン、シンガーソングライターである尾崎豊のポエトリー・リーディング・アルバムである。英題は『A STORM IS RAGING EVEN IN A VACUUM』（ア・ストーム・イズ・ラギング・イーブン・ア・バキューム）。
2006年3月24日にソニー・ミュージックレコーズからリリースされた。

## 解説
尾崎がパーソナリティーを務め、1985年10月から1986年3月、1986年10月から1987年3月にオンエアされていた東海ラジオのラジオ番組「誰かのクラクション」で放送された、尾崎が書いた詩の語り約50編を抜粋し、オーケストラアレンジのサウンドを加えたものである。
音楽は尾崎のプロデューサーである須藤晃と須藤の息子で編曲家のTomi Yoが手がけている。
続編として同じくポエトリー・リーディング・アルバムの「巨人の輪郭」が約1ヶ月後の4月26日にリリースされている。

## 収録曲
| 全作詞: 尾崎豊。 |                                 |        |         |        |      |
| #                | タイトル                        | 作詞   | 作曲    | 編曲   | 時間 |
| 1.               | 「狂想曲」(PINK TABLETS)        | 尾崎豊 | Tomi Yo | 須藤晃 | 8:16 |
| 2.               | 「四月の雨」(APRIL RAIN)        | 尾崎豊 | Tomi Yo | 須藤晃 | 5:04 |
| 3.               | 「耳鳴り」(VOICE IN THE EARS)   | 尾崎豊 | Tomi Yo | 須藤晃 | 4:47 |
| 4.               | 「ギザギザのツメ」(JAGGED NAIL) | 尾崎豊 | Tomi Yo | 須藤晃 | 8:07 |
| 5.               | 「発火点」(IGNITION POINT)      | 尾崎豊 | Tomi Yo | 須藤晃 | 7:36 |
| 6.               | 「本能わずかな純情」(CRAZY BOY) | 尾崎豊 | Tomi Yo | 須藤晃 | 7:09 |
| 7.               | 「リンダ」( A SONG ABOUT LINDA) | 尾崎豊 | Tomi Yo | 須藤晃 | 6:43 |
| 8.               | 「冬の動物園」(WINTER ZOO)      | 尾崎豊 | Tomi Yo | 須藤晃 | 4:53 |
| 9.               | 「幸せの意味」(HAPPINESS)       | 尾崎豊 | Tomi Yo | 須藤晃 | 8:25 |
| 10.              | 「瞬き」(BLINK)                 | 尾崎豊 | Tomi Yo | 須藤晃 | 6:47 |

## 曲解説
全編作詞：尾崎豊
1. 狂想曲 - PINK TABLETS
2. 四月の雨 - APRIL RAIN
3. 耳鳴り - VOICE IN THE EARS
4. ギザギザのツメ - JAGGED NAIL
5. 発火点 - IGNITION POINT
6. 本能わずかな純情 - CRAZY BOY
7. リンダ - A SONG ABOUT LINDA
8. 冬の動物園 - WINTER ZOO
9. 幸福の意味 - HAPPINESS
10. 瞬き - BLINK

## 収録アルバム

### 四月の雨
- 「I LOVE YOU〜BALLAD BEST」（2011年）